# Primo e Epico
The Shining Stars, antes conhecidos como "Primo & Epico" e "Los Matadores", são uma dupla (tag team) de wrestling profissional formada por Diego e Fernando, que atualmente luta na WWE no programa SmackDown. Os dois são primos de Porto Rico, tendo sido Campeões de Duplas da WWE. Eles já foram acompanhados pela valet Rosa Mendes e pelos managers A. W. e El Torito.

## História

### Estreia e Campeões de Duplas (2011-2012)
No SmackDown de 4 de novembro, Epico estreou no elenco principal da WWE, como um vilão, aliando-se a Hunico, seu antigo parceiro da FCW. No SmackDown de 11 de novembro, Primo, primo de Epico, acompanhou Epico e Hunico ao ringue, em uma luta durante a qual eles derrotaram os Usos. No WWE Superstars de 17 de novembro, Primo e Epico derrotaram os Usos. Em 21 de novembro, Rosa Mendes aliou-se ao grupo, como valet, acompanhando-os ao ringue para uma luta não televisionada contra Percy Watson e Titus O'Neill. No WWE Superstars de 1 de dezembro, o trio fez sua estreia na televisão, com Primo - com Epico e Rosa - derrotou Kofi Kingston, desassociando-se de Hunico.
Primo & Epico começaram uma rivalidade com os Campeões de Duplas da WWE Air Boom, derrotando Evan Bourne e Kofi Kingston em lutas individuais, seguidas por duas vitórias contra Air Boom em lutas de duplas, em 13 de dezembro no WWE Tribute to the Troops e no Superstars de 15 de dezembro. Primo & Epico enfrentaram Air Boom pelo título no TLC: Tables, Ladders & Chairs, mas foram derrotados.

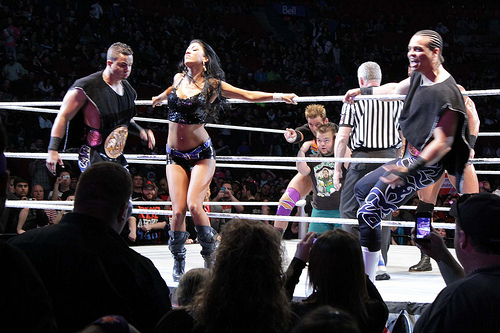
Primo & Epico como Campeões de Duplas da WWE, com Rosa Mendes.

A rivalidade entre Primo & Epico com Air Boom continuou, com Air Boom os derrotando em lutas individuais, enquanto Primo & Epico conseguiram outra vitória em uma luta em dupla. Em um evento ao vivo do Raw em 15 de janeiro de 2012, Primo & Epico derrotaram Air Boom para ganhar o WWE Tag Team Championship. No Raw da noite seguinte, Primo & Epico defenderam os títulos em uma revanche.
Primo & Epico ganhariam diversas lutas, sem defender os títulos, em combates contra Jim Duggan & Santino Marella, Mason Ryan & Alex Riley e os Usos; no entanto, Primo & Epico sofreriam derrotas pela dupla Kofi Kingston & R-Truth. No Raw de 27 de fevereiro, Primo & Epico defenderam os títulos em uma luta contra os times de Kingston & R-Truth e Dolph Ziggler & Jack Swagger. Em uma luta não televisionada antes do WrestleMania XXVIII, Primo & Epico defenderam os títulos contra os Usos e Justin Gabriel & Tyson Kidd.
Após o WrestleMania, Primo & Epico foram derrotados pelas duplas de Big Show & The Great Khali e Santino Marella & Zack Ryder. Além disso, A.W. passou a oferecer seus serviços de agenciamento para o grupo, dizendo que eles eram tratados como piada, sendo deixados de fora do WrestleMania e Extreme Rules. No Raw de 30 de abril, Primo & Epico perderam os títulos para Kingston e R-Truth.

### Parceria com A.W. e disputa pelo WWE Tag Team Championship (2012–2013)
Após perder os títulos, Primo, Epico e Mendes aceitaram a proposta de A.W., entrando para sua agência de talentos. No No Way Out, A.W. traiu Epico e Primo durante uma luta contra Prime Time Players, Tyson Kidd & Justin Gabriel e The Usos que lhes daria uma chance pelo WWE Tag Team Championship. Após a luta, os vencedores Prime Time Players se aliaram a A.W., atacando Primo e Epico. No Money in the Bank, Epico e Primo derrotaram Prime Time Players. No pré-show do Night of Champions, Primo e Epico participaram de uma battle royal para definir o desafiante pelo United States Championship, mas nenhum dos dois venceu. Epico e Primo participaram de um torneio para definir os desafiantes pelo WWE Tag Team Championship no Hell in a Cell, mas foram eliminados nas quartas-de-finais por Sin Cara e Rey Mysterio.

### Los Matadores (2013-2016)

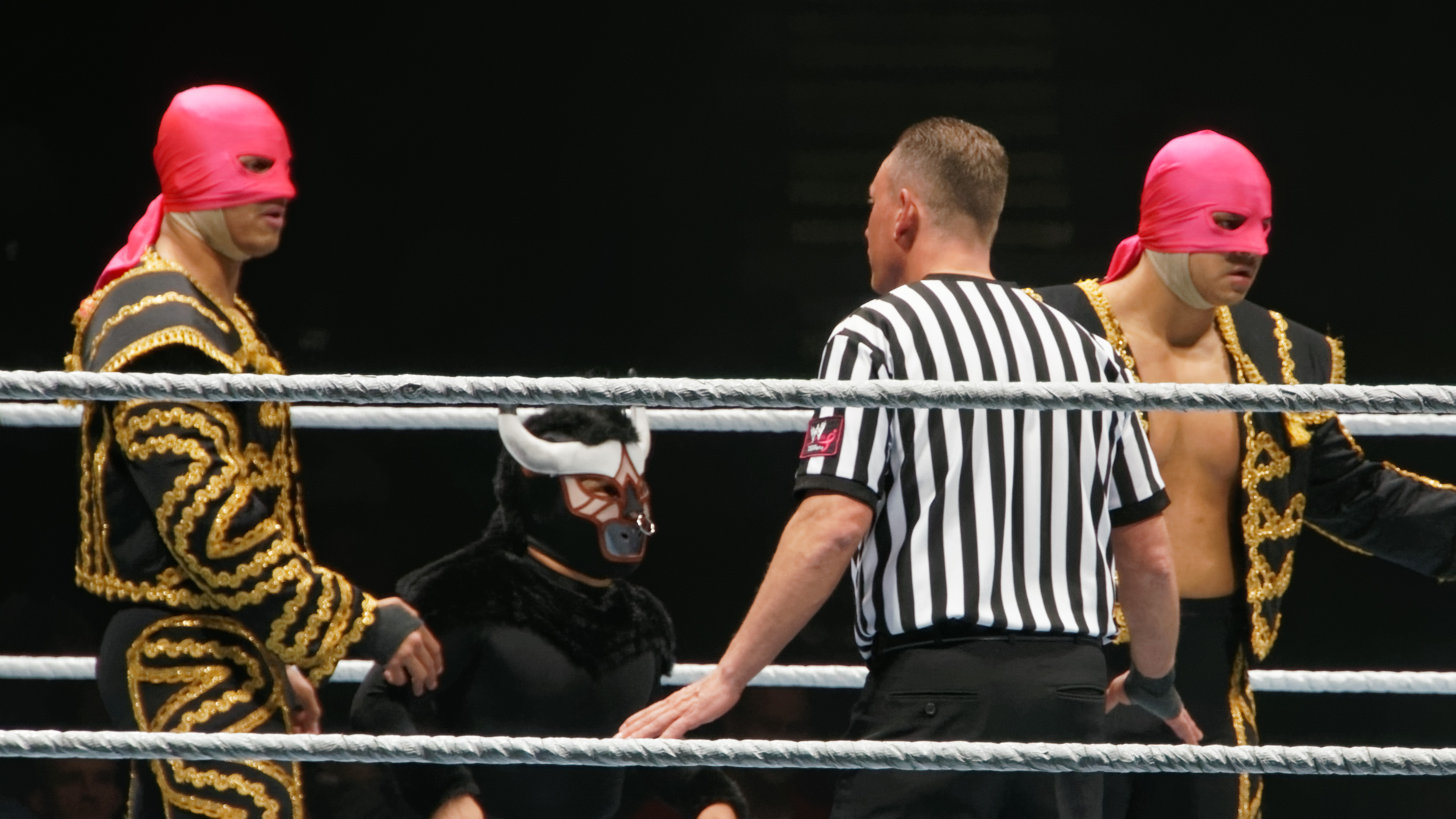
Los Matadores com El Torito

No Raw de 30 de setembro, Primo e Epico, renomeados Diego e Fernando, estrearam como mocinhos, dois toureiros espanhóis mascarados, com El Torito como mascote, derrotando 3MB. Eles começariam uma rivalidade com os xenófobos Real Americans (Jack Swagger e Antonio Cesaro) após Torito atacar o agente da dupla, Zeb Colter, no SmackDown de 18 de outubro. No Hell in a Cell, Los Matadores derrotaram Swagger e Cesaro.
Também, El Torito passou a interferir nos combates de Los Matadores. O recorde de vitórias de Los Matadores acabou noSmackDown de 24 de janeiro de 2014, quando foram derrotados por RybAxel (Ryback e Curtis Axel).

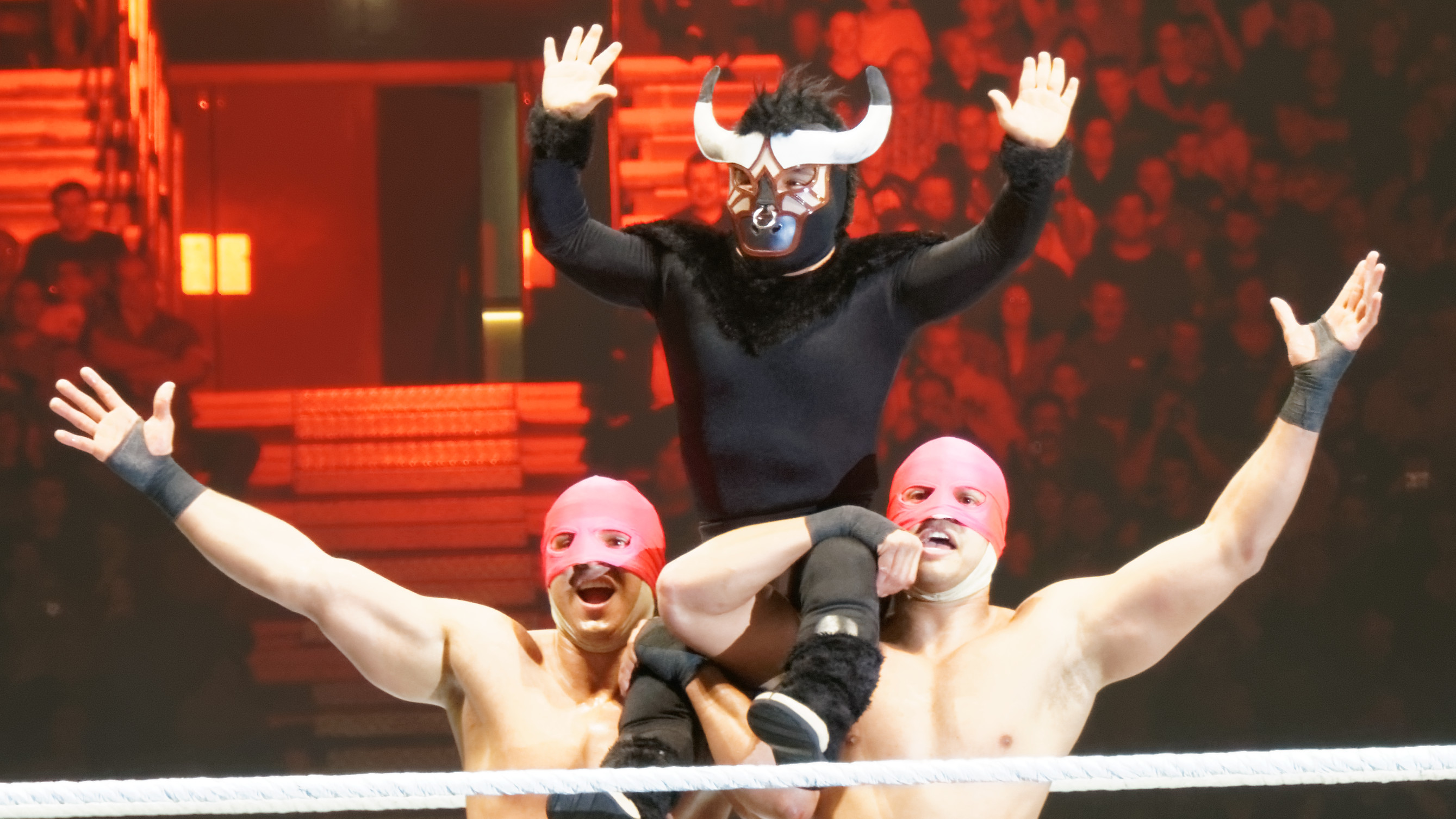
Los Matadores com El Torito

No Main Event de 5 de março, Los Matadores receberam uma chance pelo título de duplas dos Usos, mas foram derrotados. Eles fizeram uma aparição como Primo e Epico com Carlito para induzir Carlos Colón, Sr. ao Hall da Fama em 2014. No pré-show do WrestleMania XXX, eles enfrentaram os Usos, RybAxel e os Real Americans em uma luta de eliminação pelo título de duplas, mas foram o primeiro time eliminado. Fernando se lesionou em junho. Enquanto isso, Diego e Torito iniciaram uma rivalidade com Fandango.
Após o fim da 3MB, o ex-mascote do grupo, Hornswoggle, se uniu aos Matadores como "La Vaquita" no Main Event de 19 de agosto. Fernando também fez seu retorno em uma derrota para Slater Gator (Heath Slater e Titus O'Neil). No pré-show do WrestleMania 31, Los Matadores participaram de um combate de quatro times pelo título de duplas, mas não venceram. No Elimination Chamber, Los Matadores participaram da primeira Elimination Chamber de duplas, mas foram o primeiro par a ser eliminado. No SummerSlam, Los Matadores novamente foram derrotados em uma luta de quatro duplas pelo título. No Raw de 7 de setembro, após serem derrotados pelos Dudley Boyz, Los Matadores tornaram-se vilões, atacando Torito.

### The Shining Stars (2016-presente)
De 4 de abril a 9 de maio de 2016, diversos vídeos foram exibidos no Raw para promover o retorno de Primo e Epico como orgulhosos porto-riquenhos sob o nome de The Shining Stars. Em 16 de maio, no Raw, eles reestrearam derrotando dois lutadores locais..

## No wrestling
- Movimentos de finalização
  - Como Los Matadores
    - Samoan drop duplo [35]

  - Como Primo & Epico
    - Backstabber (Double knee backbreaker)[36] ou um Backstabber duplo[37]
- Movimentos secundários
  - Como Los Matadores
    - Back body drop duplo[38]
    - Suplex duplo[39]
    - Fernando agarrando os pés do oponente, enquanto Diego utiliza o antebraço para derrubar o oponente nos joelhos de Fernando, seguido de um slingshot splash por Diego[40]

  - Como Primo & Epico
    - Dropkick (Primo) / Slingshot elbow drop (Epico) (combinação)
    - Irish whip (Epico) / Dropkick (Primo) (combinação)[41]
    - Primo ou Epico aplica um suplex no outro da beira do ringue em um oponente no chão
    - Side Russian Legsweep (Epico) / Leg sweep (Primo) (combinação)[42]
    - Suplex de Primo ou Epico seguido por um slingshot somersault senton ou um slingshot elbow drop[43]
- Managers
  - Rosa Mendes
  - A.W.
  - El Torito
- Temas de entrada
  - "Barcode" por Jack Elliot (17 de novembro de 2011 – 30 de setembro de 2013)
  - "Olé Olé" por Jim Johnston (30 de setembro de 2013 - presente)

## Títulos e prêmios
- WWE
  - WWE Tag Team Championship (1 vez)[44]